# Productie
Productie is het maken (produceren) van goederen of diensten met als doel ze te verkopen. Productie is het toevoegen van economische waarde: de gemaakte producten hebben nut voor de kopers. De toegevoegde waarde kan gebruikswaarde of emotionele waarde zijn, maar in elk geval hebben de producten voor de koper gewenste eigenschappen (of perceptie van die eigenschappen). Voor productie zijn vier factoren of productiemiddelen nodig: kapitaal (investering), arbeid, land en ondernemerschap, in een bepaalde combinatie. De efficiëntie en effectiviteit van productie bepalen samen de productiviteit van het proces: het aantal geproduceerde goederen of diensten. De productiviteit en de prijs van de goederen bepalen samen de opbrengst.
Productie kan zowel de directe winning van natuurlijke hulpbronnen zijn als de omzetting van grondstoffen naar nieuwe producten. In de landbouw wordt de productie de oogst genoemd.

## Productiecriteria
Criteria voor het beoordelen van de productie-omgeving zijn:
- kostprijs
- kwaliteit (inclusief betrouwbaarheid)
- levertijd (inclusief betrouwbaarheid)
- assortiment (nieuwe producteigenschappen)
- service (inclusief betrouwbaarheid)
- milieu

Een zevende criterium is flexibiliteit. Dit criterium heeft betrekking op alle genoemde punten.

## Industriële productie
Een enger begrip van productie is de sector industriële productie, waarin ruwe materialen tot eindproducten worden getransformeerd door gebruikmaking van gereedschappen en productiemiddelen, dit in tegenstelling tot bijvoorbeeld de industriesector mijnbouw.

## Meting
Het CBS houdt productiestatistieken bij. Productie kan worden gemeten in hoeveelheden en in waarde.  Zo kan er gemeten worden dat er 100 kilo kabeljauw gevangen is of voor 10.000 euro kabeljauw verkocht. De visserij produceert ook, net als de landbouw en de mijnbouw. Bij de interpretatie van productiestatistieken moet rekening gehouden worden met inflatie en technologische ontwikkelingen. Een auto geproduceerd in 1915 is een heel ander product dan een auto geproduceerd in 2015.